# Jin Horikawa
Jin Horikawa (堀川 仁?, Horikawa Jin; Prefettura di Hyōgo, 16 dicembre 1962) è un doppiatore giapponese, ovvero un seiyū. Il suo nome è talvolta traslitterato erroneamente come Hitoshi Horikawa.
Tra i personaggi da lui interpretati vi sono Saber Tiger in Blue Dragon, Hakuro in Fullmetal Alchemist e Fullmetal Alchemist: Brotherhood, Ronin in Musashi, Richter Belmont in Castlevania: Rondo of Blood e Igor Planter in Black Cat.

## Doppiaggio

### Serie animate
- Black Cat (Igor Planter)
- B't X - Cavalieri alati (B'T X)
- Detective Conan (Hironobu Takeshita)
- Digimon Adventure (Digitamamon)
- Digimon Adventure 02 (Digitamamon)
- Fafner in the Azure (membro dell'UN)
- Free! (Sugimoto)
- Fullmetal Alchemist (Hakuro)
- Fullmetal Alchemist: Brotherhood (Karley)
- Godannar (Shibakusa)
- Golgo 13 (Frank Carter)
- Guin Saga (Junas)
- Hajime no Ippo (Annunciatore TV)
- Hajime no Ippo: New Challenger (Annunciatore TV)
- IGPX: Immortal Grand Prix (Masa Ishikawa)
- Initial D: Fourth Stage (Nobuhiko Akiyama)
- Ken il guerriero: la leggenda di Raoul il dominatore del cielo (Habaki)
- Legend of Himiko (Enki)
- MegaMan NT Warrior (Maisa, KnightMan.EXE)
- MegaMan NT Warrior Axess (Maisa)
- Oban Star-Racers (Groor, Flint)
- Paranoia Agent (Shinichirou Tatsuta)
- Shakugan no Shana (Purson)
- The Twelve Kingdoms (Jyouyuu, Saibou, Watanabe)
- Turn A Gundam (vari soldati, minatore 1)
- Zoids (Judgeman, Lineback)

### Film animati
- Free! Timeless Medley - The Promise (Sugimoto)
- Mardock Scramble: The First Compression (prosecutore)

### Videogiochi
- Assassin's Creed (Tamir)
- Assassin's Creed II (Federico Auditore da Firenze)
- Assassin's Creed: Brotherhood (Federico Auditore da Firenze)
- Blood Omen: Legacy of Kain (Malek)
- Castlevania: Rondo of Blood (Richter Belmont)
- Daraku Tenshi: The Fallen Angels (Roche, Annunciatore)
- G.A.S.P!! Fighters' NEXTream (Yuma Sakai)
- Muramasa: La spada demoniaca (Monaco Malefico)
- Romancing SaGa (Saruin)
- Super Robot Wars OG: Original Generations (Tetsuya Onodera)
- Zone of the Enders: The 2nd Runner (Taper)

### Ruoli di doppiaggio
- Batman: The Brave and the Bold (Iron)